# Damir Kedžo
Damir Kedžo (Omišalj, 1987. május 24. – ) horvát énekes. Eredetileg ő képviselte volna Horvátországot a 2020-as Eurovíziós Dalfesztiválon Divlji vjetre című dalával.

## Zenei karrierje
Először 2003-ban  a Story Supernova Music Talents show-ban mutatta meg tehetségét.
2004-ben a Saša, Tin i Kedžo együttes tagja lett. 2011-ben részt vett a Dorában, az Euróvíziós Dalfesztivál elődöntőjében. 2020-ban újra részt vett és nyert.

## Diszkográfia

### Nagylemezek
- Damir Kedžo (2008)

### Kislemezek
- Ki bi sad reke (2006)
- Sve u meni se budi (Zsa Zsaval) (2017)
- Ljubavi moja (2017)
- Vojnik ljubavi (2018)
- Mi protiv nas (Domenica Žuvelaval) (2018)
- Šuti (2018)
- Srce mi umire za njom (2019)
- Vidi se izdaleka (2019)
- Poljubi me sad (2019)
- Divlji vjetre (2020)

## Fordítás
- Ez a szócikk részben vagy egészben  a   Damir Kedžo című német Wikipédia-szócikk fordításán alapul.  Az eredeti cikk szerkesztőit annak laptörténete sorolja fel. Ez a jelzés csupán a megfogalmazás eredetét és a szerzői jogokat jelzi, nem szolgál a cikkben szereplő információk forrásmegjelöléseként.